# Ô tác Nubia
Ô tác Nubia, tên khoa học Neotis nuba, là một loài chim trong họ Otididae.
Ô tác Nubia được tìm thấy trong giao diện cây cối thưa thớt giữa rìa phía nam của sa mạc Sahara và phần phía bắc của Sahel. Loài chim này được tìm thấy ở Burkina Faso, Cameroon, Chad, Mali, Mauritania, Niger, Nigeria và Sudan. Môi trường sống tự nhiên của chúng là xavan khô và vùng cây bụi khô nhiệt đới hoặc cận nhiệt đới. Ở loài này, chim trống cân nặng trung bình khoảng 5–7 kg và chiều dài khoảng 80 cm và sải cánh 180 cm. Chim mái nhỏ hơn nhiều với khoảng 3 kg và dài 60 cm và 150 cm trên cánh.